# 망나니 장군
《망나니 장군》(暴れん坊将軍 아바렌보 쇼군[*])은 1978년부터 2002년까지 TV 아사히 계열에서 정규 방영된, TV 아사히, 토에이 제작의 시대극 시리즈이다. 주연은 마츠다이라 켄.
에도 막부의 정이대장군 도쿠가와 요시무네가 모습을 숨기고 거리로 나와 에도 읍민과 교류하며 세상에 만연한 악을 벤다는 권선징악물이다.